# رأس الدوارة
راس الدوارة، هي منطقة جيولوجية تقع في مدينة الربط عند الساحل الغربي من جزيرة مالطا، تحتوي المنطقة العديد من الكهوف عند مستوى سطح البحر.
للمنطقة أهمية تاريخية أيضًا كونها المنطقة التي نزل فيها الجاسوس الفاشي كارميلو بورغ بيساني [الإنجليزية] والذي أعدم بتهمة الخيانة عند ذروة إحتدام الحرب العالمية الثانية عام 1942.